# Gruszycznik jednokwiatowy
Gruszycznik jednokwiatowy, gruszyczka jednokwiatowa, monezes jednokwiatowy (Moneses uniflora (L.) A. Gray) – gatunek rośliny z rodziny wrzosowatych (Ericaceae). Reprezentuje monotypowy rodzaj gruszycznik Moneses. Jest szeroko rozprzestrzeniony w klimacie okołobiegunowym i umiarkowanym na półkuli północnej (występuje w Europie, Azji i Ameryce Północnej. W Polsce spotykany jest w całym kraju, objęty jest ochroną częściową.
Gatunek wykorzystywany jest jako roślina lecznicza w Ameryce Północnej, stosowana do leczenia zwłaszcza chorób skóry.

## Systematyka
Gatunek reprezentuje monotypowy rodzaj gruszycznik Moneses Salisb. ex Gray, Nat. Arr. Brit. Pl. 2: 403 (1821 publ. 1822). W tradycyjnym, szerokim ujęciu rodzaju gruszyczka Pyrola gatunek ten był ujmowany jako Pyrola uniflora. Rodzaj Moneses należy do plemienia Pyroleae w podrodzinie Monotropoideae i rodziny wrzosowatych Ericaceae. W obrębie plemienia Pyroleae rodzaj zajmuje pozycję siostrzaną względem rodzaju pomocnik Chimaphila, z którym łączą go liczne synapomorfie – pojedyncze kwiaty, podobnie zbudowane ziarna pyłku, budowa anatomiczna słupka, podobnie funkcjonująca szypułka kwiatowa i otwierające się owoce, ta sama liczba chromosomów (x = 13). Ta para rodzajów jest siostrzana względem rodzaju gruszyczka Pyrola, a te trzy rodzaje razem tworzą grupę siostrzaną względem rodzaju gruszynka Orthilia – bazalnego w obrębie plemienia Pyroleae.

## Rozmieszczenie geograficzne
Zasięg gatunku obejmuje Amerykę Północną, z południową granicą obejmującą rejon Wielkich Jezior na wschodzie oraz stanów Kalifornia, Arizona i Nowy Meksyk na zachodzie. Brak gatunku na Grenlandii i Islandii. Występuje jednak niemal na całym pozostałym obszarze Europy, z wyjątkiem jej południowych krańców i wysp na Morzu Śródziemnym. W Azji południowa granica zasięgu biegnie przez Azję Mniejszą, Kaukaz, Kazachstan, Chiny i Tajwan.
W Polsce gatunek spotykany jest w całym kraju, ale bardzo rzadki w jego części środkowej. Częściej z kolei spotykany jest w borach górskich i nadmorskich.

## Morfologia

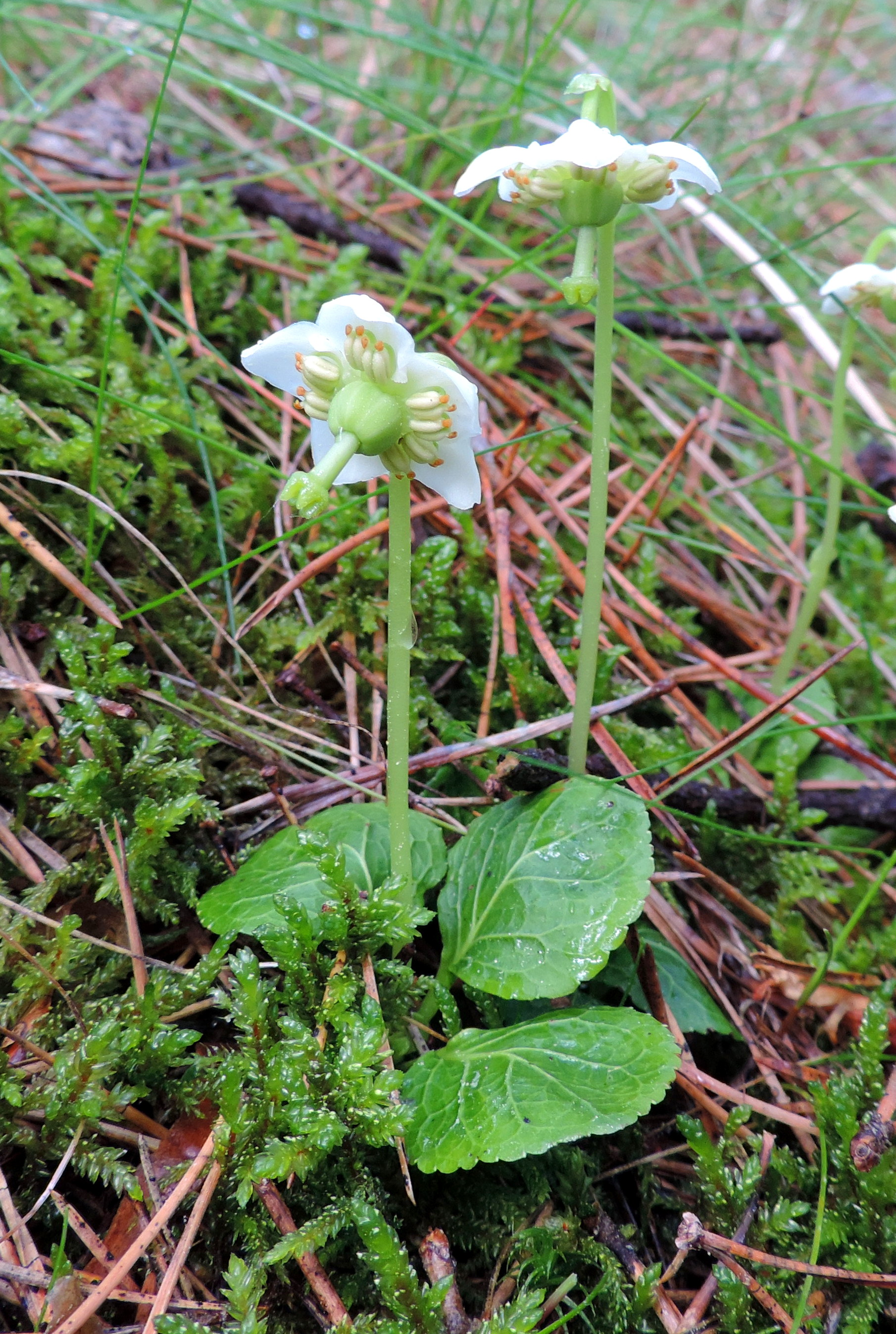

ŁodygaWzniesiona, dość gruba, osiąga do 20 cm wysokości, zwykle z jednym jajowatym, łuskowatym liściem.
LiścieSkórzaste i zimotrwałe. Ma tylko kilka (zwykle 3–6) liści odziomkowych zebranych w rozetkę. Liście jajowate lub podługowate, o średnicy 1–1,5 cm, karbowano-ząbkowanych.
KwiatyMa tylko jeden duży kwiat na szczycie praktycznie bezlistnej łodygi. Podczas kwitnięcia zwisa on w dół, potem łodyżka wyprostowuje się. Biały kwiat z szeroko rozwartą koroną osiąga do 2,5 cm średnicy i wydziela przyjemny zapach. Kielicha brak, 5 płatków korony o falowanych brzegach. Słupek z grubą, beczkowatą zalążnią, prosta szyjka słupka z wyraźnie 5-łatkowym zielonkawym znamieniem, dłuższa od płatków korony. Bardzo charakterystyczne pręciki o grubych nitkach, każdy zakończony kilkoma walcowatymi pylnikami z rożkami.
OwocPękająca szparami torebka.

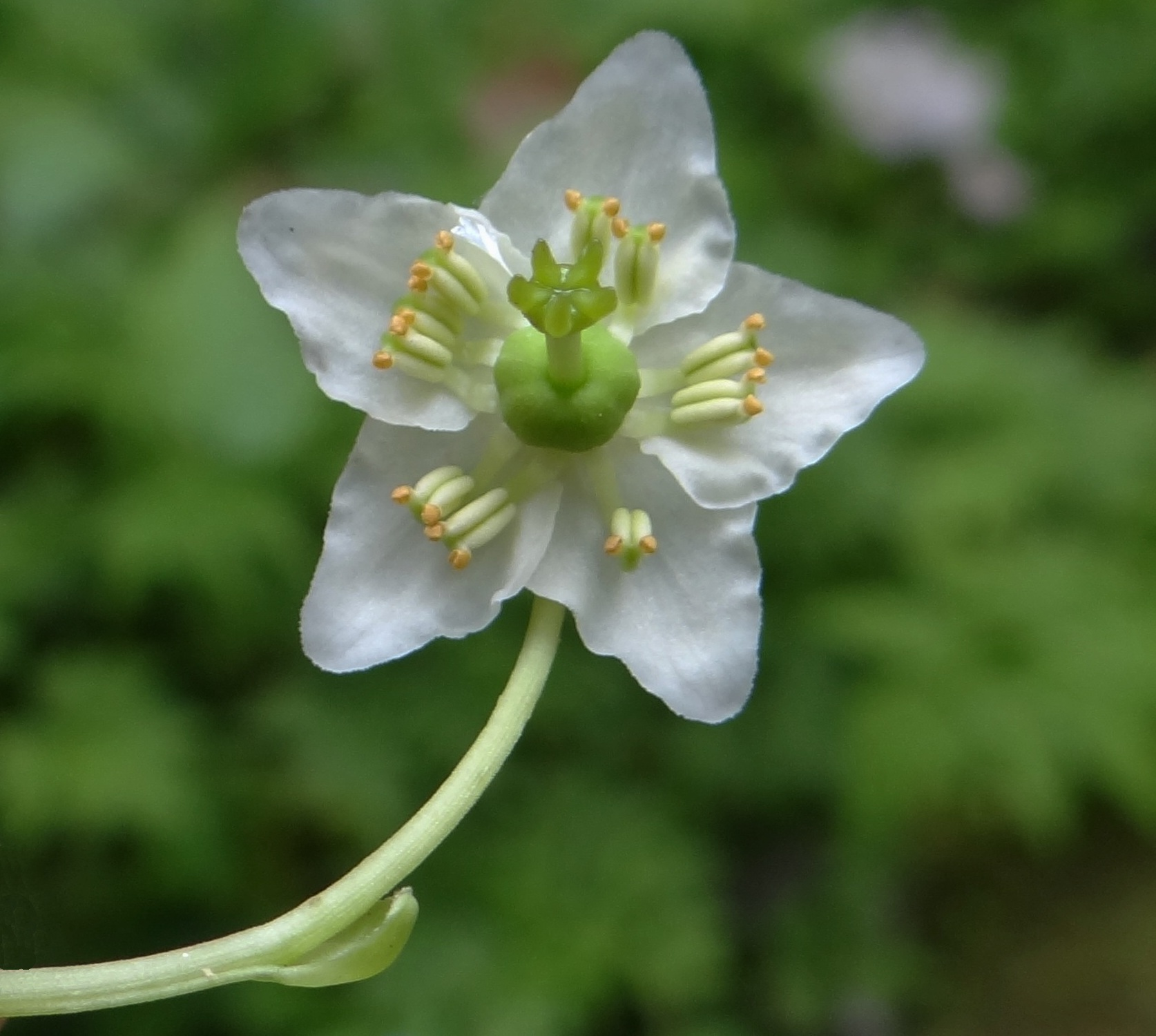
Kwiat
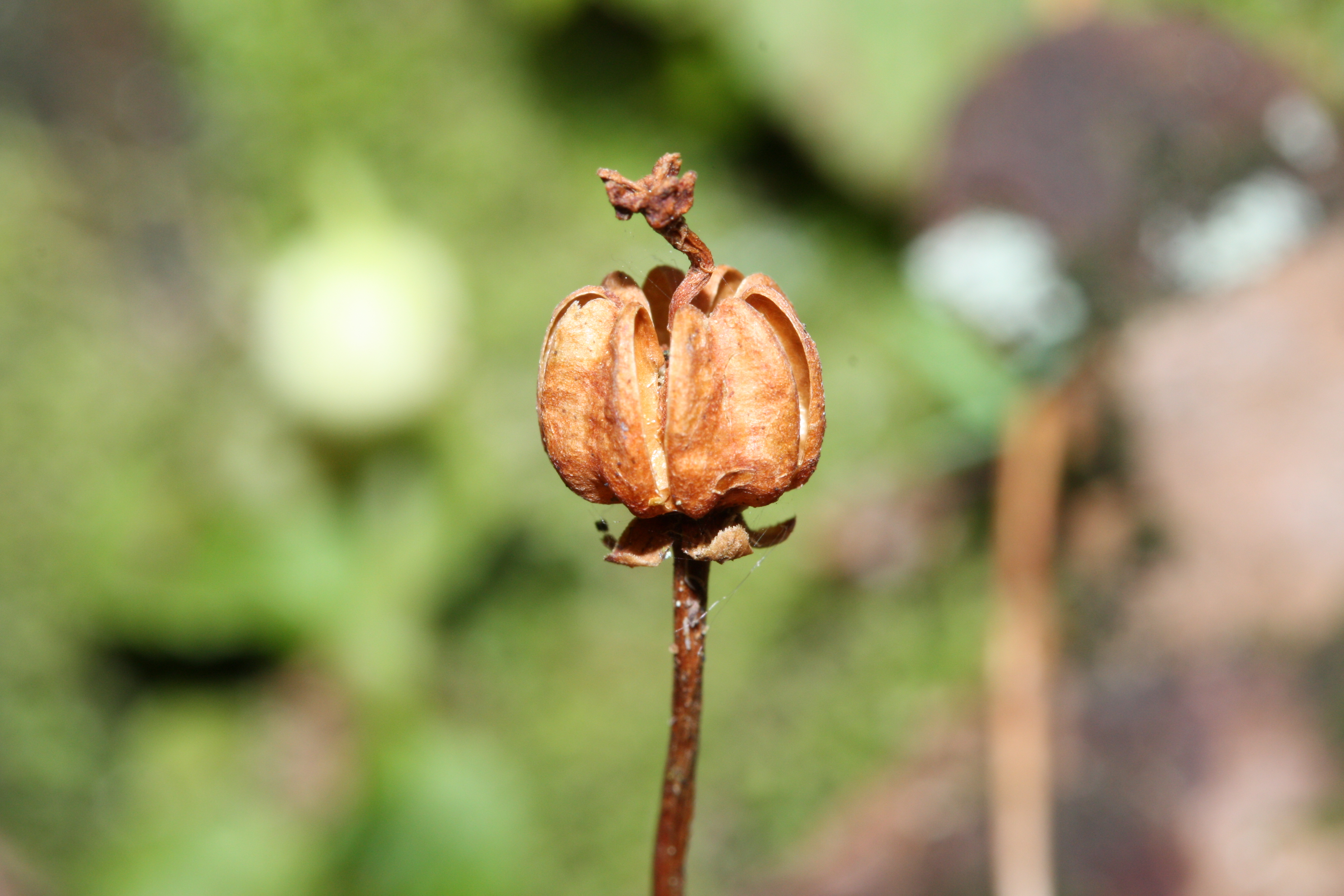
Owoc
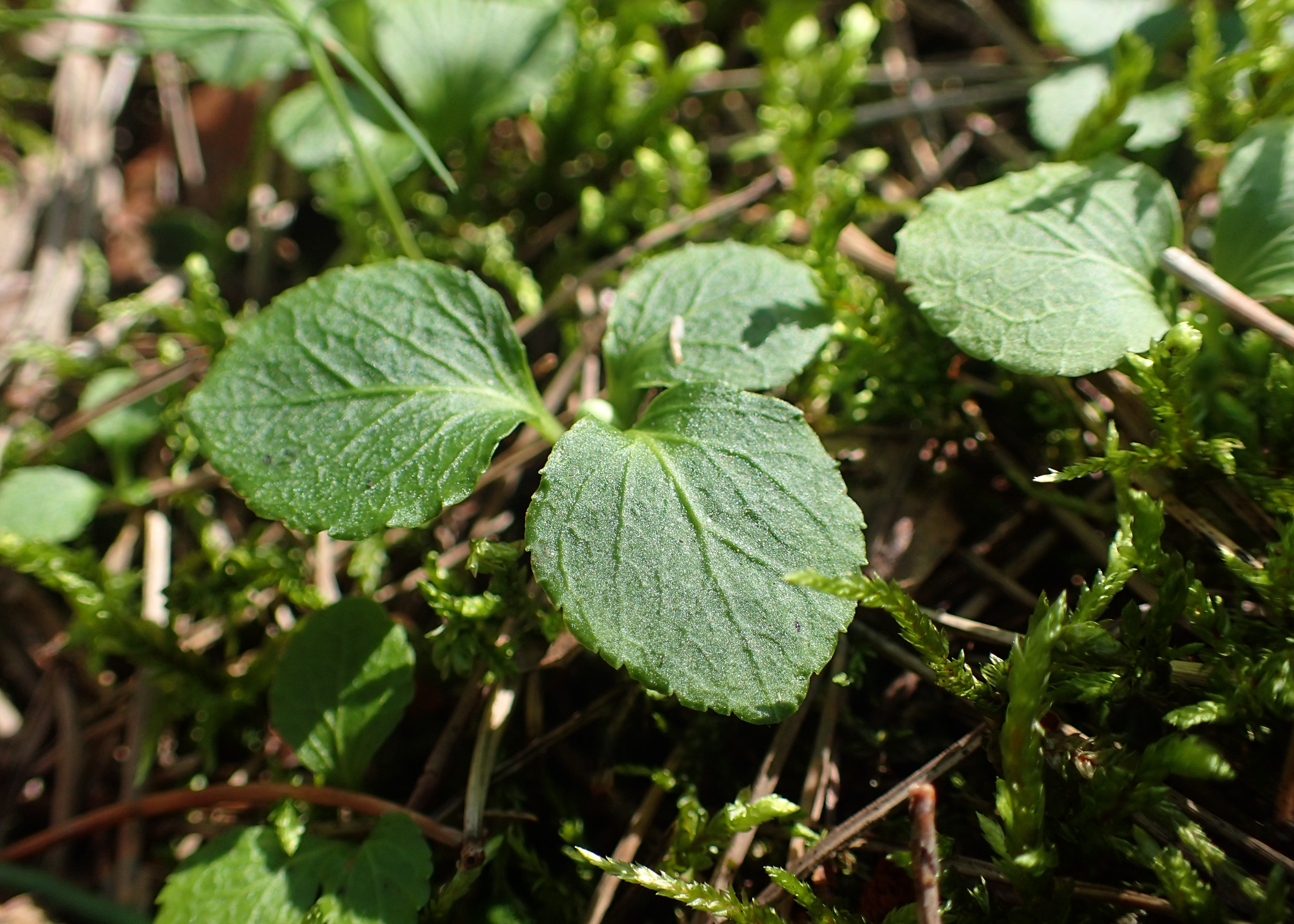
Liście

## Biologia i ekologia
Bylina, chamefit. Kwitnie od czerwca do lipca, jest rośliną owadopylną. Pręciki i słupek dojrzewają równocześnie. Siedlisko: lasy iglaste, rzadziej liściaste. W górach spotykana po regiel dolny. Gatunek charakterystyczny dla: Ass. Empetro nigri-Pinetum, All. Vaccinio-Piceion i Ass. Galio rotundifolii-Piceetum (carpaticum).

## Zagrożenia i ochrona
Od 2014 roku gatunek jest objęty w Polsce ochroną częściową. Został umieszczony na polskiej czerwonej liście w kategorii NT (bliski zagrożenia).